# Lamborghini Miura 2006 concept
Lamborghini Miura Concept je konceptni automobil koji je 05. siječnja 2006. godine predstavljen na Paley centru za medije. 
Automobil je obilježio 40. obljetnicu predstavljanja originalnog koncepta Miure na Salonu automobila u Ženevi 1966. godine. Službeno predstavljanje bilo je dva tjedna kasnije na Međuarodnom auto showu u Detroitu.

## Razvoj
Šef dizajna u Lamborghiniju Walter da Silva stvorio je svoj prvi projekt u toj tvrtci, Miuru Concept. U dizajniranju novog ogledala originalne Miure, pažljivo je kopirao vanjske dimenzije i izgled originala. Njegov dizajn, unatoč svojoj dobi, još uvijek uspješno brani vrijeme svojim čistim i prepoznatljivim linijama i dosljednim proporcijama, te je zbog toga odlično prihvaćena na predstavljanjima. Upotreba moderne tehnologije na rasvjetnim tijelima iu unutrašnjosti putničkog prostora je vrlo pristojna, a zajedno s izgledom korištenih kotača predstavlja neku vrstu evolucije postojećeg dizajna. Trenutno nema službenih podataka o pogonu i mogućem početku proizvodnje. Prema spekulacijama stranih novinara, u slučaju serijske proizvodnje, koristio bi V12 agregat iz Murciélaga od 580 KS (neki predviđaju čak 700 KS). Trebao bi koristiti pogon na sva četiri kotača, za razliku od originala s pogonom na stražnje kotače i poprečno postavljenim agregatom.
Predsjednik i glavni izvršni direktor Lamborghinija Stefan Winkelmann izjavio je da koncept neće obilježiti povratak Miure u proizvodnju, rekavši da je „Miura bila proslava naše povijesti, ali Lamborghini je okrenut budućnosti. Retro dizajn nije ono zbog čega smo ovdje. Zato nećemo raditi Miuru".

## Specifikacije
Lamborghini Miura Concept dug je 4,59 m, širok 1,99 m, a visok 1,20 m, dok je originalna Miura duga 4,39 m, široka 1,78 m i visoka 1,1 m.

## Unutrašnje poveznice
- Lamborghini Miura

## Vanjske poveznice
- goodwood.com, Looking back at the 2006 Lamborghini Miura Concept
- auto123.com, LAMBORGHINI MIURA CONCEPT